# Banana Split
|  | For desserten med banan og is, se Bananasplit |
Banana Split var et tidsskrift for international skønlitteratur, udgivet af Forlaget Basilisk, første gang i 1991, sidste gang i 2010.
Tidsskriftet  forholdt sig kritisk, polemisk eller undersøgende til forskellige temaer og indeholder oversat international og dansk litteratur/ digte samt bidrag i form af billedkunst, essays, interviews mm.

## Ekstern henvisning
- Forlaget Basilisks hjemmeside

| Bog | Spire Denne artikel om bøger og tidsskrifter er en spire som bør udbygges. Du er velkommen til at hjælpe Wikipedia ved at udvide den. |